# Will Point
Will Point är en udde i Sydgeorgien och Sydsandwichöarna (Storbritannien). Den ligger i den nordvästra delen av Sydgeorgien och Sydsandwichöarna.
Terrängen inåt land är huvudsakligen kuperad, men söderut är den bergig. Havet är nära Will Point åt nordost.  Det finns inga samhällen i närheten. Trakten runt Will Point är permanent täckt av is och snö.